# Pyramidenkogel
Il Pyramidenkogel (in sloveno: Jedvovca) è una montagna di 850 m s.l.m. situata nella Carinzia meridionale, in Austria.

## Geografia
La cresta si trova a sud del lago Wörthersee e a nord del Keutschacher 4-Seental (chiamato anche: 4-Seental Keutschach e Keutschacher Seental , con i laghi da ovest a est: Hafnersee, Keutschacher See, Baßgeigensee e Rauschelesee), che venne dichiarato paesaggio zona di protezione nel 1970. A sud dell'Hafnersee si trova il Penkensee. L'area appartiene al Sattnitz, bassa catena montuosa caratterizzata da un territorio collinare boscoso nel bacino meridionale di Klagenfurt, tra Wörther See e Glanfurt - Glan - Gurk- Niederung a nord e la Rosental der Drau (con i bacini di Feistritzer e Ferlacher) a sud.

## Torre d'osservazione

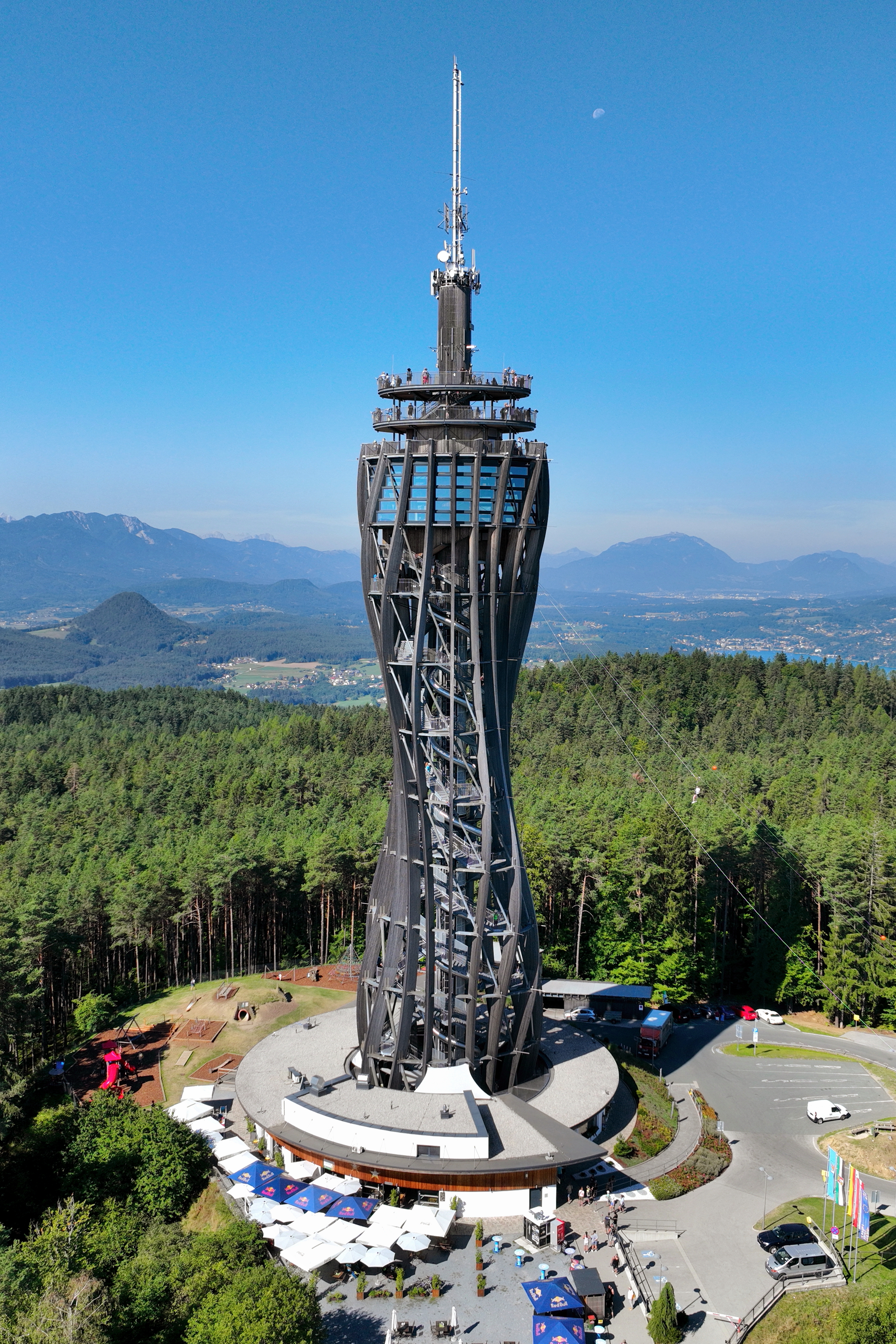
Torre d'osservazione

Nel 1950 sul Pyramidenkogel fu costruita una torre d'osservazione in legno alta 27 metri. In seguito, nel 1957 venne installato un trasmettitore radio. Tra il 1966 e il 1968 venne edificata una torre d'avvistamento in cemento armato alta 54 metri. Quando decenni dopo si rese necessaria la ristrutturazione della torre di osservazione, il progetto sembrò troppo costoso, per cui si concepì un nuovo edificio.
Il progetto degli architetti di Klagenfurt Markus Klaura e Dietmar Kaden e dell'ingegnere strutturista Markus Lackner vinse un concorso di architettura: il progetto prevedeva una torre alta circa 100 metri a forma di vite elegantemente curvata in legno lamellare e acciaio. Dopo sette anni dalla prima progettazione, il 31 ottobre 2012 è stata posata la prima pietra per la nuova torre di osservazione e l'impianto è stato inaugurato il 20 giugno 2013. L'edificio di base con il ristorante forma un insieme con la torre.
Si tratta della torre di osservazione in legno più alta del mondo - incluso l'albero del trasmettitore - ed è aperta ai turisti tutto l'anno e contiene anche lo scivolo esterno più alto d'Europa con 52 m